# Aubonne
Pronunciação
Aubonne é uma comuna suíça no cantão de Vaud, localizado no distrito de Morges.